# Stazione Jaroslavskij
La stazione Jaroslavskij (in russo Ярославский вокзал?) è una delle 9 principali stazioni ferroviarie di Mosca. Aperta nel 1862, è il capolinea occidentale della Transiberiana e si trova presso la Piazza Komsomol'skaja, in corrispondenza della fermata della metropolitana Komsomol'skaja.

## Storia
La stazione venne inaugurata nel 1862. L'attuale fabbricato viaggiatori venne progettato da Fëdor Šechtel' e costruito in stile neorusso tra il 1904 ed il 1910, successivamente ampliato tra il 1965 ed il 1966 ed infine nel 1995. Dal 1906 è capolinea occidentale della ferrovia Transiberiana.